# Georges Dreyer
Georges Dreyer, född 4 juli 1873 i Shanghai, död 17 augusti 1934, var en dansk patolog och bakteriolog.
Dreyer blev 1899 assistent vid laboratoriet för medicinsk bakteriologi vid Köpenhamns universitet, och 1900 medicine doktor. Han studerade därefter företrädesvis bakteriologi i Tyskland och Storbritannien, och blev 1906 docent i allmän patologi vid tandläkarskolan i Köpenhamn. Från 1907 var Dreyer professor i bakteriologi och allmän patologi vid Oxfords universitet. Ha författade en rad arbeten inom immunologin och den experimentella patologin.